# Охота в Беловежской пуще (1860)

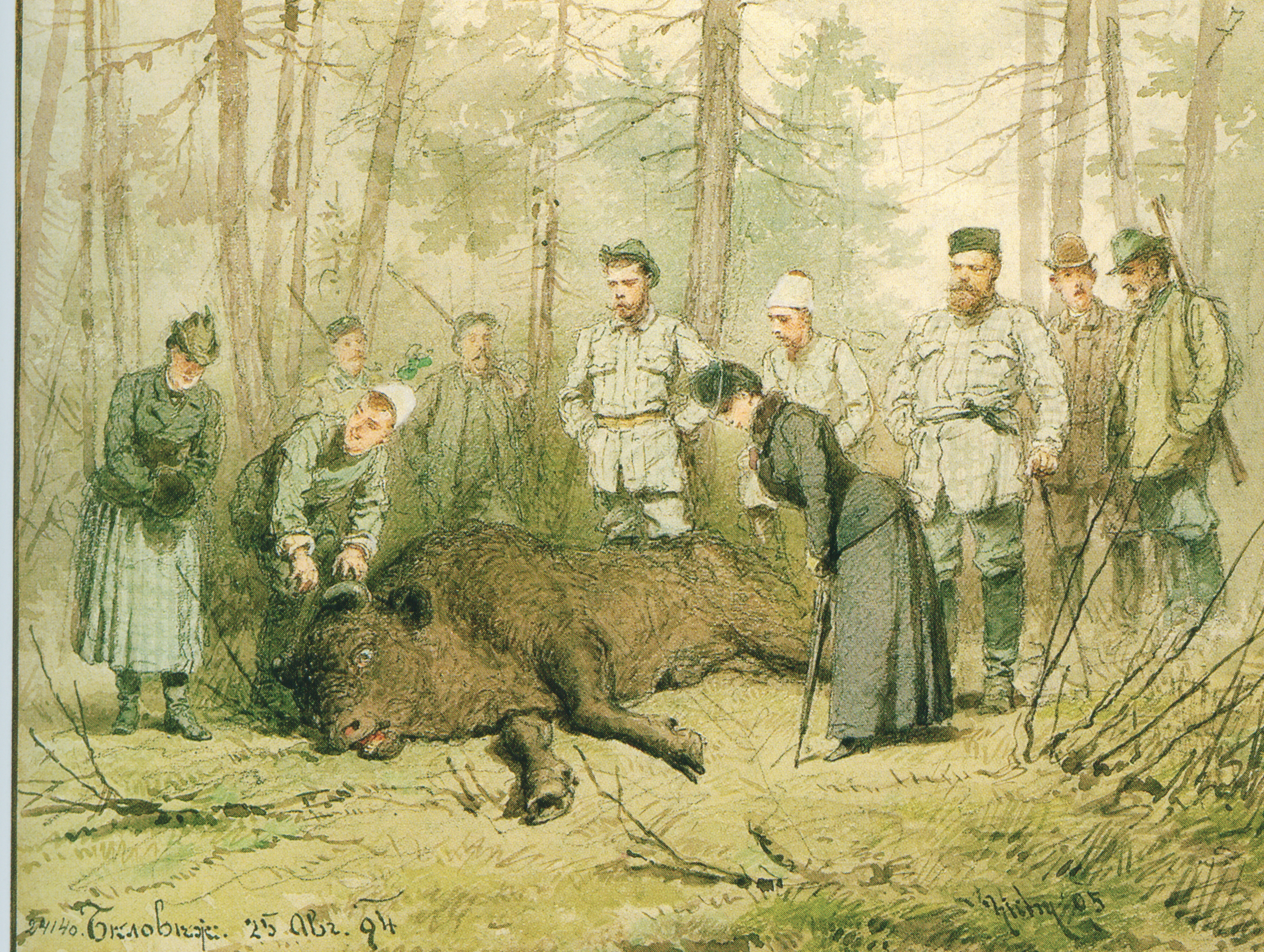
М. А. Зичи «Александр III на охоте в Беловежской пуще в августе 1894 г.»

Охота в Беловежской пуще — неофициальная встреча глав некоторых европейских государств 6—7 октября 1860 года, организованная по инициативе российского императора Александра II, и послужившая предлогом для постепенного выхода Российской империи из изоляции, в которой она оказалась после Крымской войны 1853—1856 годов и завершившего её Парижского конгресса 1856 года.

## Описание события
Охотничьи выезды состоялись 6 и 7 октября 1860 года. На охоту вместе с Александром II выезжали герцог Саксен-Веймарский, принцы Карл и Альберт Прусские, Август Вюртембергский, Фридрих Гессен-Кассельский, а также многочисленная свита.
В 1803 году указом Александра I охота на беловежского зубра была запрещена; исключения делались для зоологических музеев и реже — для некоторых аристократов и чиновников высшего эшелона власти. Для этого оформлялись специальные разрешения, подписывавшиеся лично царём.
Трофеями охоты стали около сотни зверей: зубры, кабаны, лоси, косули, лисицы.

## Политическая подоплёка события
Главной целью этой охоты было постепенное ослабление, и, в конечном итоге, выход России из изоляции, в которой она оказалась после Крымской войны и завершившего её Парижского Конгресса 1856 года.
Именно на это и были направлены важнейшие шаги русской дипломатии с приходом к власти императора Александра II и нового министра иностранных дел России князя Горчакова. В своём знаменитом циркуляре князь Горчаков написал «Россия сосредотачивается». Охота в Беловежской Пуще и была одним из тех «сосредотачиваний» России.
Охота в Беловежской Пуще была удачной в отношении внешней политики России, что видно из последовавшего за ней так называемого «Варшавского свидания» в октябре 1860 года в Варшаве, когда Россия начала вновь завоёвывать утраченное влияние и престиж в Европе.

## Память о событии
- В память об этой охоте в Беловежской Пуще месте был установлен памятник[1][3].
- По мнению Александра II, эта охота нуждалась ещё и в художественном воплощении. Идею императора было поручено воплотить одному из известнейших художников-графиков того времени, придворному художнику Михаилу Александровичу Зичи, бывшему, к тому же, и участником той охоты. В 1861 году Зичи представил серию акварелей, одобренных Александром II, и в 1862 году была выпущена книга «Охота в Беловежской пуще» с иллюстрациями Зичи. Книга вышла малым тиражом всего 50 экземпляров и была предназначена исключительно для участников охоты[1].